# Lákis ostroma
Lákis ostroma az asszír hadsereg egyik első várostroma volt i. e. 701-ben. Asszíria a lehető legtöbb területet próbálta megszerezni Egyiptom, a legnagyobb rivális elől. A zsidó állam nem sokkal Salamon halála után kettéoszlott, az északi lett Izrael, a déli Júdea. Izraelt az asszírok már korábban elfoglalták, lakosságát részben kitelepítették. Az itt maradtak lettek a szamaritánusok. A déli zsidó királyság először Babilon és Egyiptom, majd Asszíria és Egyiptom ütközőterülete lett. II. Sarrukín után már csak idő kérdése volt, hogy Júdea mikor kerül sorra az asszír hódításban. Az i. e. 722-ben szerveződő asszírellenes koalícióban Júdea óvatosságból nem vett részt, de a későbbiekben Ezékiás (másképp Hiszkija) egyiptomi és filiszteus segítséggel Asszíria ellen fordult. Lákis i. e. 701-es ostromát, bevételét és lerombolását a Biblia nem említi.

## Előzmények
Ezékiás lázadása az egyiptomi sereg legyőzésével és a filiszteus tengerpart asszír bekebelezésével ért véget. Meglepő módon Júdea területi integritása sértetlen maradt, de Asszíria hatalma megerősödött felette. II. Sarrukín halálával az asszír területek nagy részén lázadások törtek ki, amely helyzetet kihasználva Ezékiás újabb szövetséges hadsereget állított fel Egyiptom részvételével. Altaqú mellett azonban Egyiptom megsemmisítő vereséget szenvedett a tehetséges új asszír uralkodó, Szín-ahhé-eríba seregétől. Szín-ahhé-eríba a továbbiakban már nem akart Júdea függetlenségi törekvéseivel törődni, ezért i. e. 701-ben hadjáratot indított Ezékiás ellen. Összesen 46 júdeai erődítményt vett be, amíg Jeruzsálem alá érkezett, amelyet aztán nem tudott elfoglalni. Ezen útbaeső erődök egyike volt Lákis.
Van azonban olyan történészi vélemény is, miszerint az asszír hadjárat valójában nem is a gazdaságilag érdektelen Jeruzsálem ellen irányult, hanem kifejezetten Ekron és Lákis ellen.

## Az ostrom
Lákis az egyik legerősebb falakkal rendelkező erőd volt a korabeli vidéken. Szín-ahhé-eríba sem az idejét, sem a katonáit nem akarta vesztegetni a falak alatt, ezért a védekezőknek felajánlotta a megadás és a szabad eltávozás lehetőségét. Az asszírok gyakran éltek ezzel, és ígéreteiket általában be is tartották, akik azonban e felszólítás ellenére sem adták meg magukat, azokkal szemben kíméletlen bosszút és büntetést alkalmaztak. A védők megtagadták a vár feladását.
Az asszír hadsereg pontosan ugyanazt az eljárást alkalmazta ennél az ostromnál, mint hét évszázaddal később a rómaiak Maszada ostrománál. Ostromtöltést építettek, amelyen faltörő kosokat és ostromtornyokat lehetett a falhoz tolni. Némileg meglepő módon nem a kapunál tették ezt, hanem az egyik szabad falfelületnél. Ennek azonban az az oka, hogy a kapuk környéke különösen megerősített, bástyáktól védett szakasz volt. Más falszakaszon kevesebb emberveszteséggel lehetett rámpát építeni. Ezen túlmenően a legsebezhetőbb rész a hegygerinc csatlakozási pontja volt, a többi oldalon a lejtők túl meredekek voltak a sánc megépítéséhez, és a faltörő kosokkal való rohamhoz.
A rámpák építőit az asszír íjászok fedezték. Az asszír hadseregben ez a fegyvernem különösen fontos szerepet játszott a nyílt ütközetekben is. A védők túl sokat nem tehettek a rámpa építése ellen, ehelyett belülről ellenrámpát építettek a veszélyeztetett falrész megerősítésére, íjászokkal és hajítógépekkel lőtték az ellenséget. Mindezek ellenére a faltörő kosok rést ütöttek a falon és az ostromtorony is megérkezett a falakhoz.
A beözönlő asszírok nemcsak a fegyvereseket, de a lakosság nagy részét is legyilkolták, így állva bosszút azért, hogy a megadási felszólításnak nem engedelmeskedtek. A modernkori ásatások feltárták az asszír rámpát, a környéken nyílhegyek százait, egy közeli barlangban mintegy 1500 koponyát. A falak és kapuk bedőltek.

## Bizonyítékok

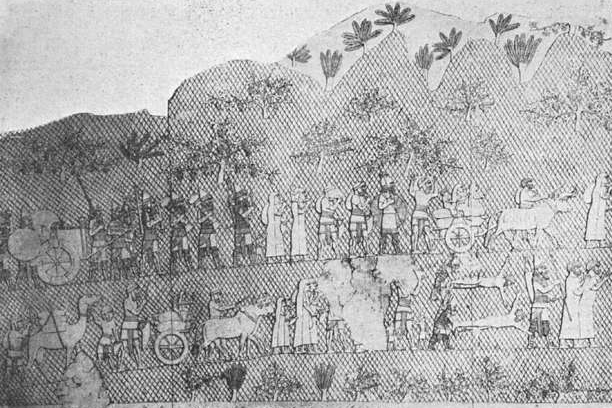
Lákis ostromára vonuló asszír sereg

Lákis fontosságára, Jeruzsálem utáni központi szerepére utal a bibliai szöveg is (2Kir 18:14,17; 19:8). Ezen túlmenően Layard az 1840-es években Ninivei ásatása során kiásott Szín-ahhé-eríba palotájából egy kb. 20 méter hosszú és 3 méter magas domborművet, mely olyan részletességgel örökítette meg az ostromot, hogy még a város topográfiáját, a növényzetet, és még a dombormű vázlatát készítő egyén nézőpontját is meg lehetett határozni. A domborművet Londonba szállították, és a British Múzeumban állították ki

## Következménye
Lákis ostromának következménye az lett, hogy az asszír hadsereg szabad utat nyert Jeruzsálem felé, ehhez már csak Sabaka egyiptomi király Júdea felmentésére siető seregét kellett legyőznie. Az asszírok újra gond nélkül győzték le az egyiptomi erőket. Ezékiás bezárkózott Jeruzsálem fellegvárába, és a következő egyiptomi felmentő seregben bízott. Az egyiptomiak ugyan többet nem jelentkeztek, az asszírok mégis felhagytak az ostrommal. Egyrészt az asszír hadseregben kitörő járvány miatt, másrészt a kopár környék vízhiánya miatt. Ugyanakkor a dél-szíriai lázadásokat kihasználva Elám és Babilon is újra fellázadt, és ezeket Szín-ahhé-eríba fontosabbnak ítélte Jeruzsálemnél. Mindezen körülmények ellenére Ezékiásnak 150 kg aranyba és 24 tonna ezüstbe került az asszír király figyelmének más irányba terelése.
Ugyanakkor Lákis eleste Jeruzsálem gazdasági erejét növelte azzal, hogy az olívakereskedelem súlypontja áttevődött, és ezzel vált Jeruzsálem a legnagyobb vásárvárossá a térségben.
A város i. e. 586-ig, II. Nabú-kudurri-uszur hadjáratáig, Júdea végleges megszűntéig maradt zsidó fennhatóság alatt.
Lákis ostromának hosszú távra kiható haditechnikai következményei is voltak: a görögök és a rómaiak is igen hasonló ostromtechnikákat, ostromműveket (ostromtornyokat és faltörőket) használtak. Asszíria első nagy várostroma megmutatta, hogyan lehet a bevehetetlennek tűnő erősségeket is elfoglalni.

## Galéria

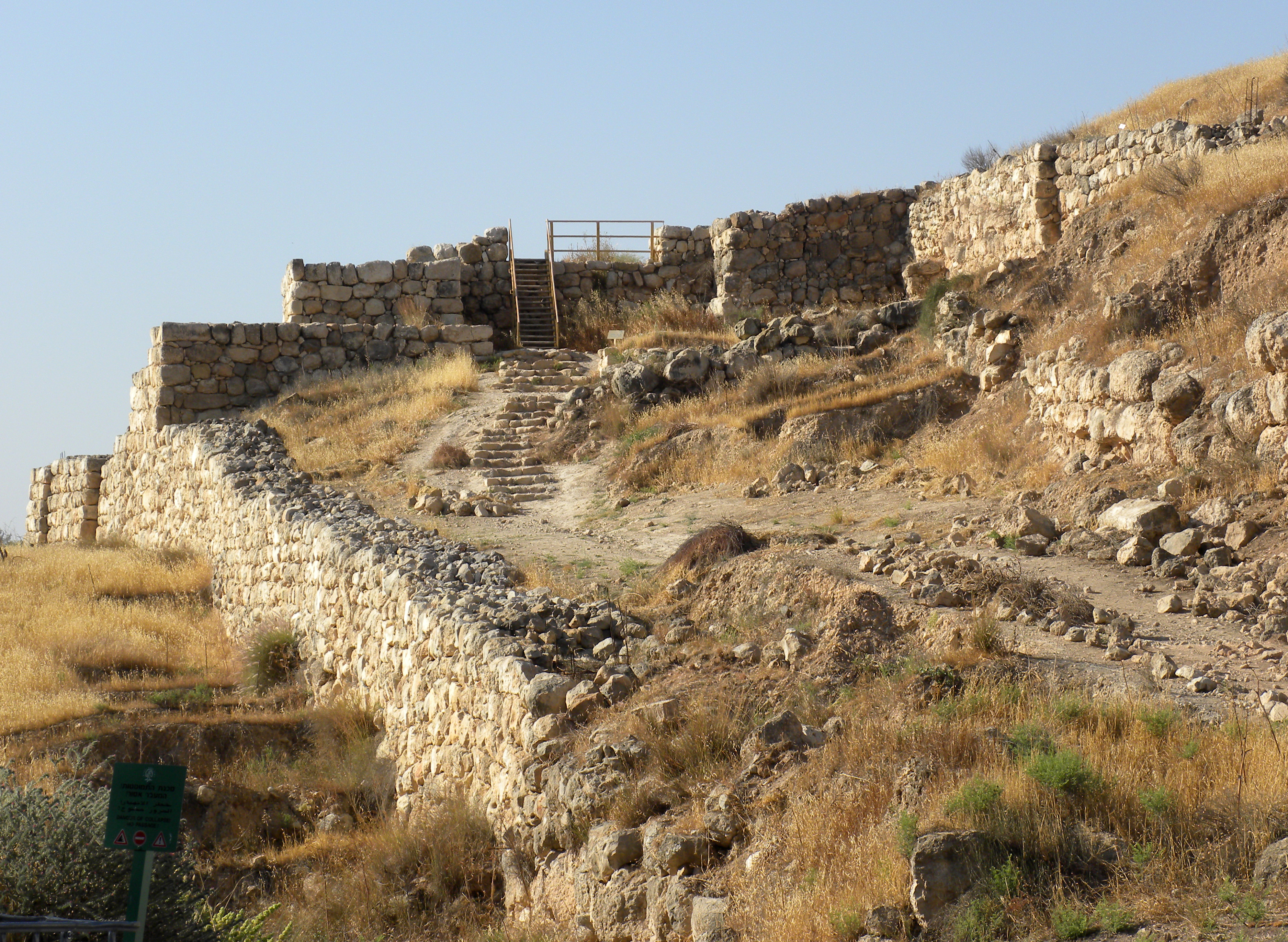
A vár egykori kapuja
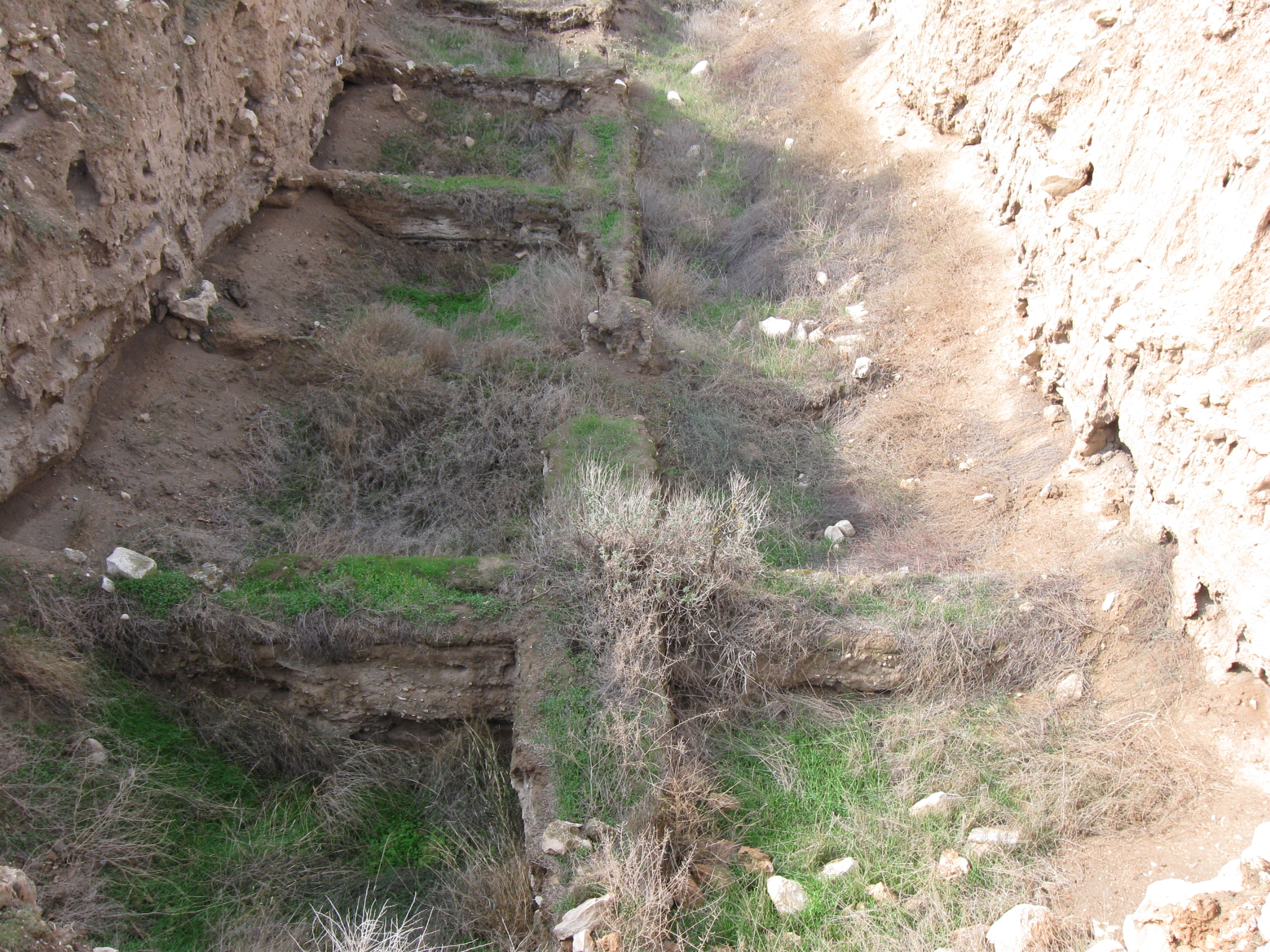
Belülről
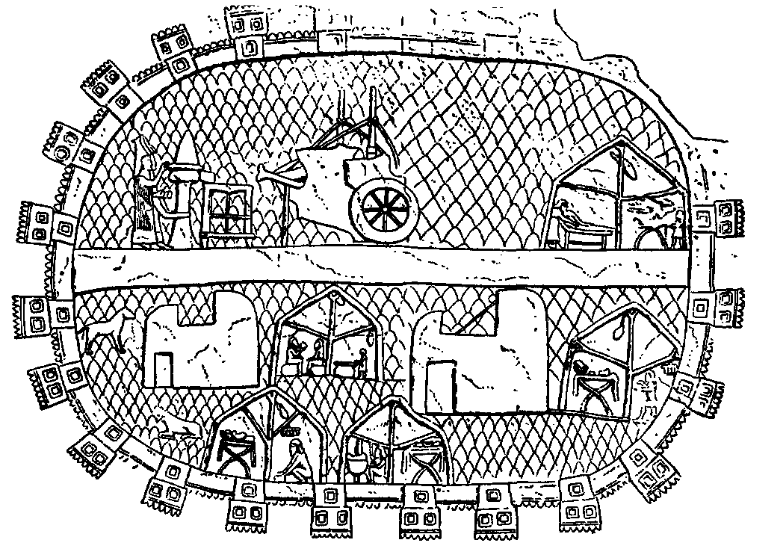
Asszír rajz a várról
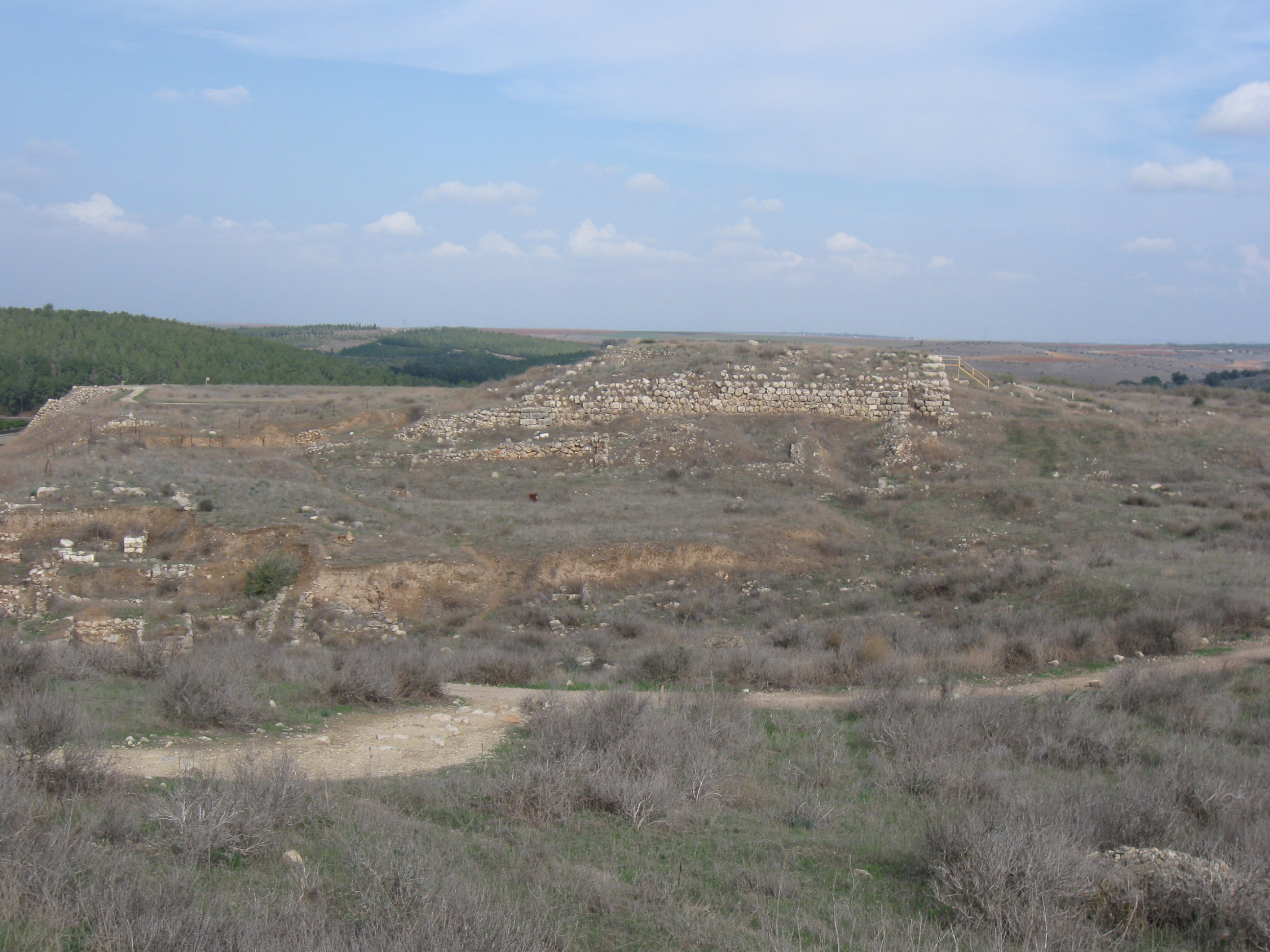
A vár ma
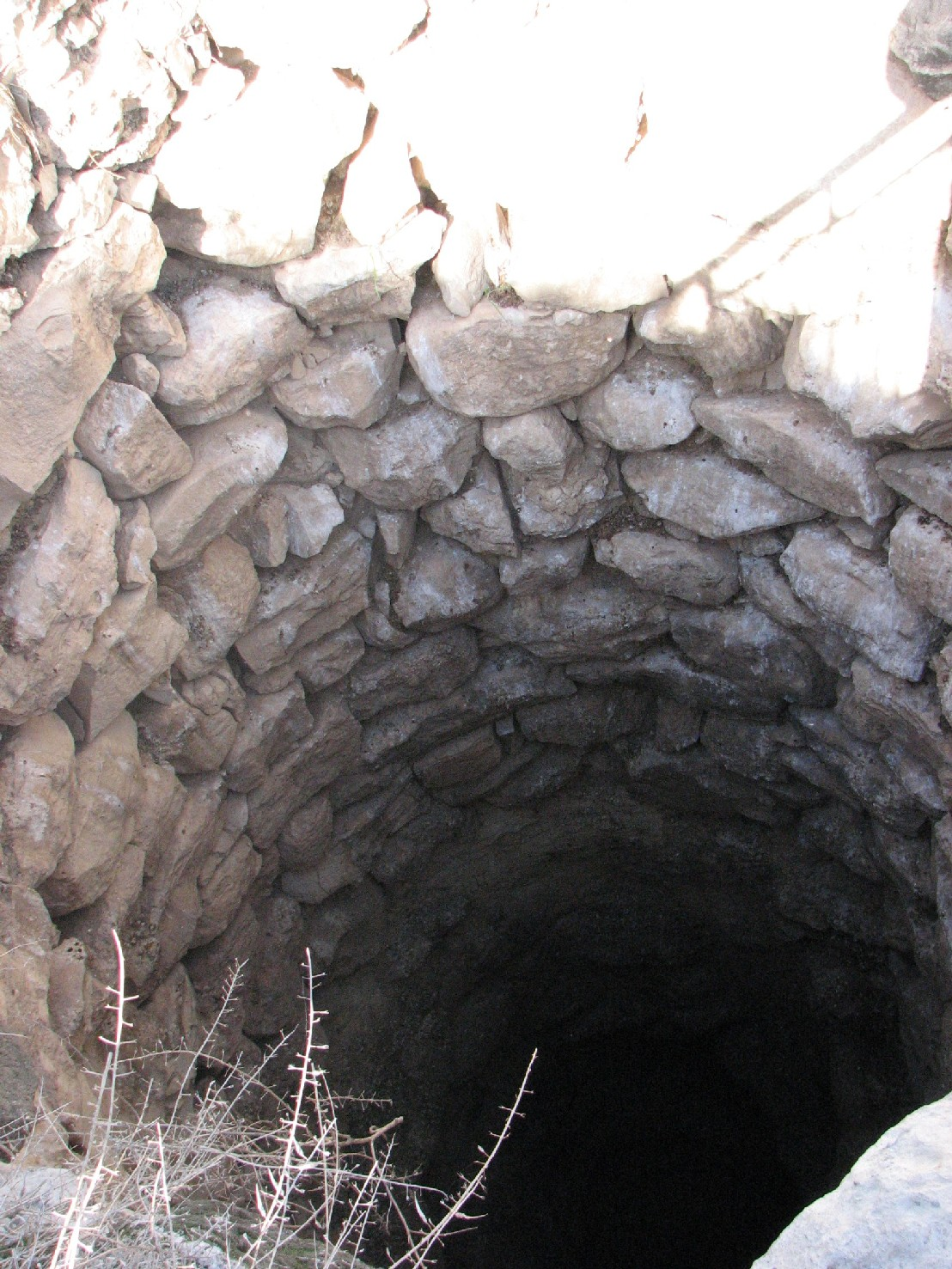
Kút a várban
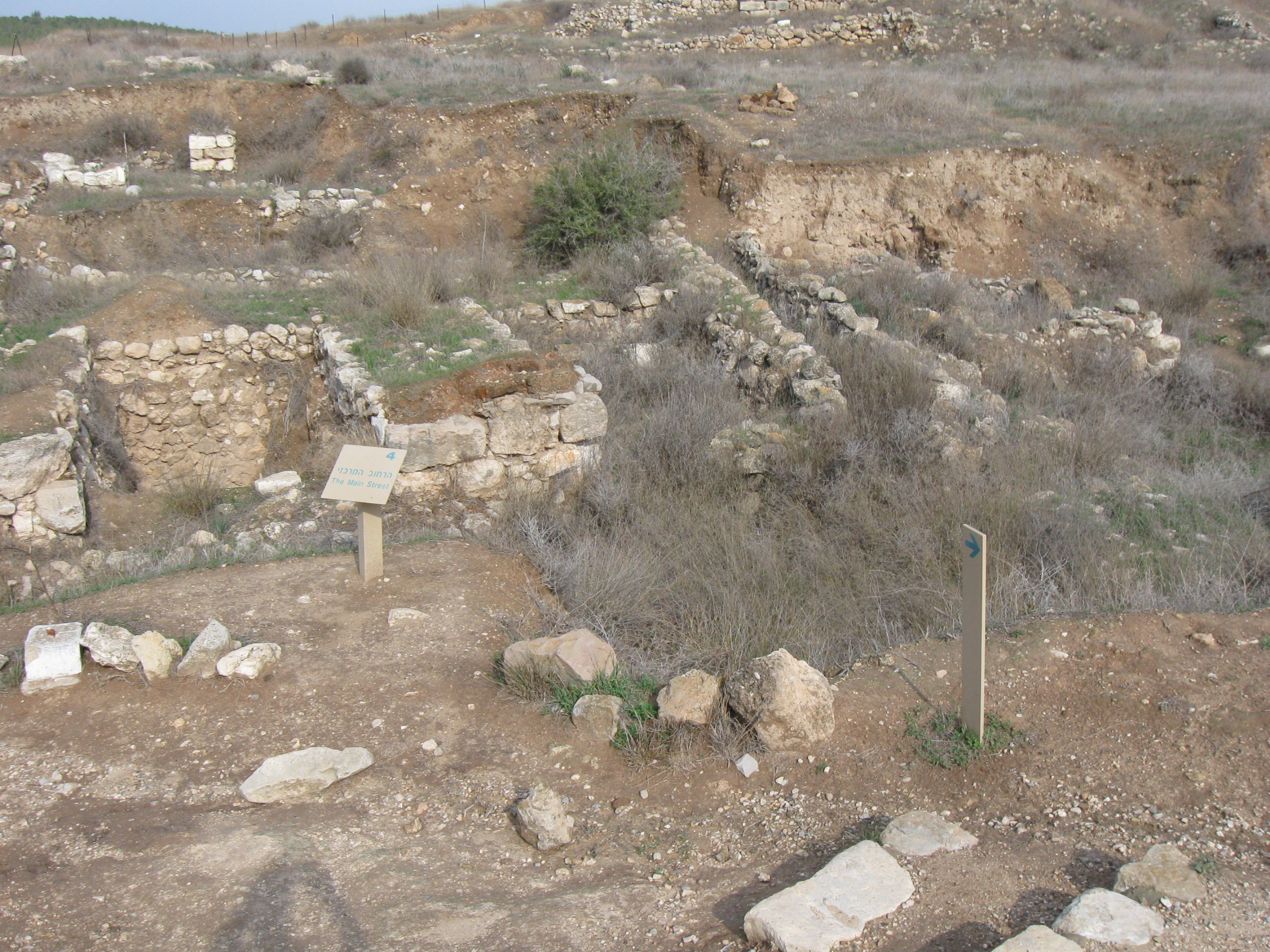
Lákis falai
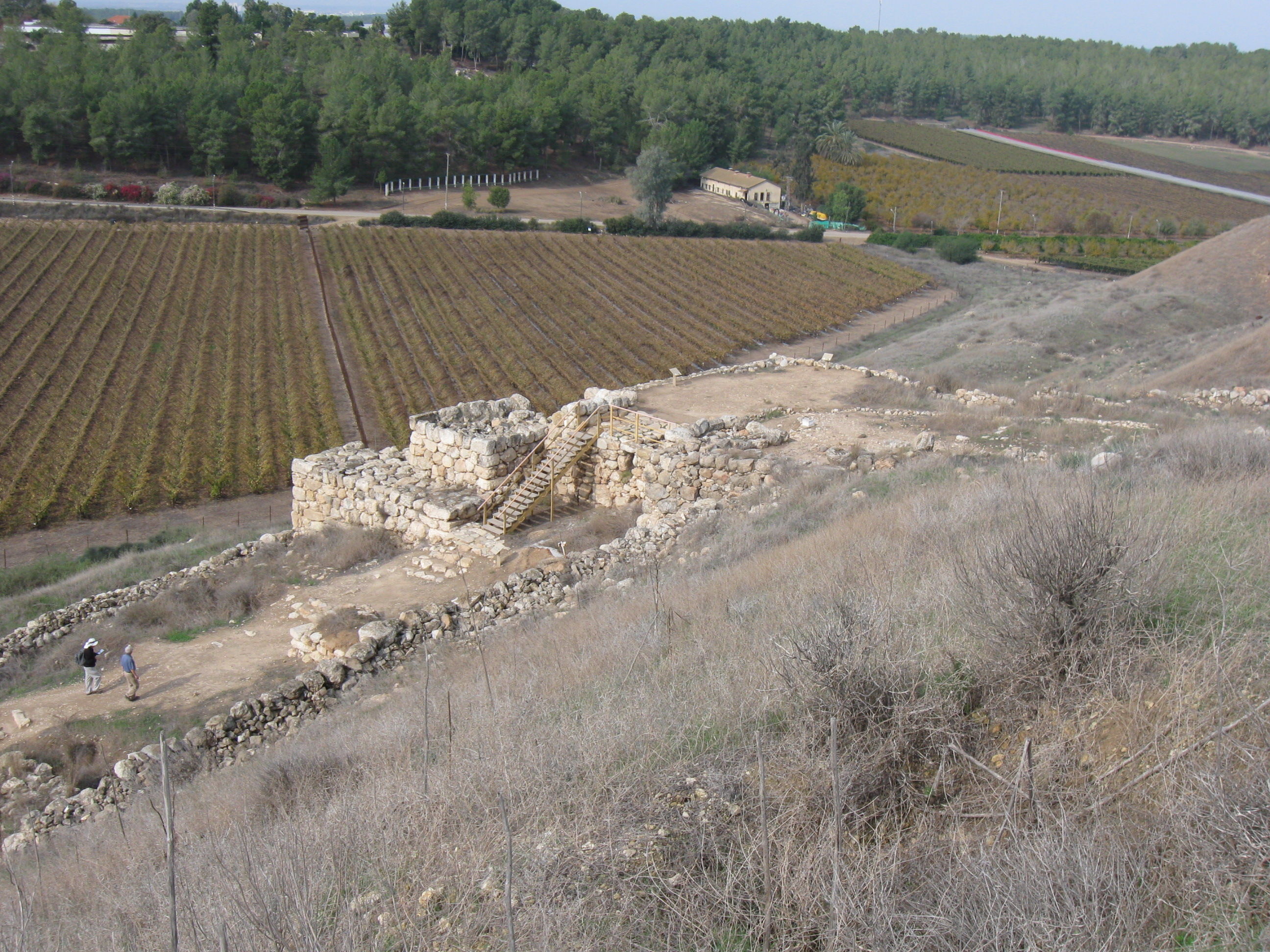
Az egyik bástya